# Império Angevino
O Império angevino ou Império Plantageneta é o conjunto de Estados que se estendiam dos confins anglo-escoceses aos Pirenéus e da Irlanda a Limousin, unidos a meio do século XII por Henrique II de Inglaterra.

## Origem do termo
O termo "império" para se referir aos territórios sob controle de Henrique II e seus descendentes é utilizado pelo menos uma vez desde o século XII, no Dialogus de Scaccario de Richard fitz Nigel, surgido por volta de 1179. No entanto, a ausência de uma unidade política, administrativa e financeira, assim como a breve existência do império (entre 1154 e 1214) fizeram nascer algumas reticências nos historiadores quanto à utilização dessa expressão. O "império Plantegeneta" é, na realidade, um conjunto de vários Estados: um reino (Inglaterra), dois ducados (a Aquitânia e a Normandia) e vários condados. A sua unidade vem do fato de que uma única pessoa encabeça esses territórios: Henrique II.
Em 1984, Robert-Henri Bautier fala em "espaço Plantageneta" em vez de "império". Mesmo empregando a expressão, o historiador Jean Favier acha mais correto falar em "complexo feudal" do que em "império". São empregues outras expressões tais como "estado" ou "federação". No entanto hoje em dia, na França, o termo "império Plantageneta" é o mais utilizado em publicações. Na Inglaterra fala-se em "Império Angevino" (Angevin Empire), termo utilizado pela primeira vez em 1887 por Kate Norgate em England under the Angevin Kings, referindo-se à origem da dinastia Plantageneta. Alguns vão mesmo ao ponto de utilizarem o termo Commonwealth.
Em essência, o título mais alto foi rei da Inglaterra, ao qual foram adicionados os títulos de duques e condes, originário da França e que foram completamente independentes do título real, e não eram sujeitos a qualquer direito inglês. Devido a isso alguns historiadores preferem o termo Commonwealth do que império, enfatizando que o Império angevino era mais um conjunto de sete estados totalmente independentes, soberanos e fracamente ligados uns aos outros, como uma confederação.

## Formação
O rei Henrique I de Inglaterra tinha derrotado seu irmão Roberto Curthose, virando rival de seu sobrinho Guilherme Clito, (filho de Roberto, tornou-se conde de Flandres em 1127) na qual usou sua herança paterna para reivindicar o Ducado da Normandia e o Reino da Inglaterra. Henrique tentou estabelecer uma aliança com Anjou contra Flanders ao casar o seu único filho legítimo, Guilherme Adelin com Matilde de Anjou, a filha mais nova de Fulque V de Anjou, mas Guilherme morreu no desastre do White Ship em 25 de novembro de 1120 sem gerar descendentes.
Henrique então planeja casar sua filha Matilde com Godofredo V de Anjou (filho mais velho de Fulque V e seu sucessor). Os anglo-normandos tinham de aceitar a herança de Matilda ao trono da Inglaterra. Houve apenas uma ocorrência de uma rainha europeia reinante antes, Urraca de Leão e Castela, e não era um precedente encorajador. No entanto, em janeiro 1127 os barões anglo-normandos reconheceram Matilda como herdeira ao trono em um juramento. Em 17 de junho de 1128, o casamento de Matilde e Godofredo foi celebrado em Le Mans.

### Guerra civil
Godofredo era uma péssima escolha na opinião dos nobres normandos. Tirando Matilde, Henrique I tinha ainda como sucessores os quatro filhos de Estevão II, Conde de Blois e Adela da Normandia, sua irmã. O terceiro deles, Estêvão de Blois, Conde de Bolonha era o seu sobrinho preferido e bastante popular entre a nobreza normanda. Quando Henrique I morreu em 1135, Estevão entrou em Inglaterra e declarou-se rei, ignorando as pretensões de Matilde e de Teobaldo, o seu irmão mais velho. Teve o apoio dos barões, incluindo os filhos bastardos de Henrique I, do Arcebispo da Cantuária e do Papa Inocêncio II, concluído a usurpação.
Com a ajuda de seu tio Davi I da Escócia, Matilda invadiu Northumberland, em 1138. Com a tomada do Castelo de Arundel, inicia-se a guerra civil. Em 1141, Estêvão foi feito prisioneiro e Matilda apossou-se de Londres, recusando o título de rainha, preferindo chamar-se Senhora dos Ingleses. Após ir para Oxford, o exército de Estêvão montou um cerco lá e Matilde nunca mais recuperou a vantagem obtida e em 1147, foi obrigada a fugir para o Condado de Anjou, o feudo de seu segundo marido, Godofredo V de Anjou, na França.

### Ascensão de Henrique II

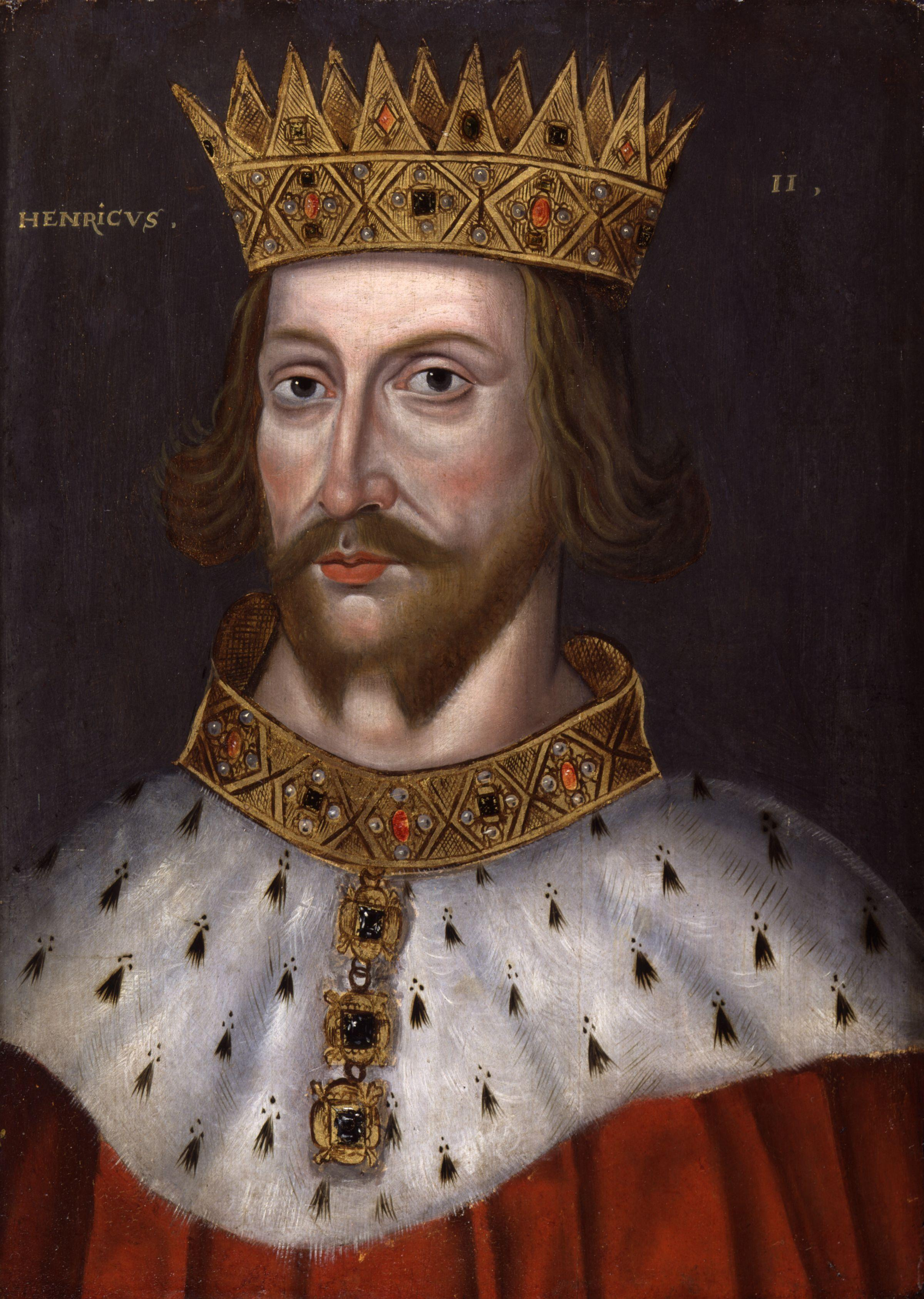
Representação moderna do rei Henrique II.

Apesar de Estêvão retomar o poder, o caos se instaurou por anos no país. Nos anos seguintes o rei ia ficando cada vez mais doente. Estêvão fez o que pôde para legitimar-se e coroar seu filho Eustácio IV, Conde de Bolonha, o que fora proibido pela Papa.
Eustácio morreu em 1153, destruindo as chances de continuidade da linhagem dos Blois. Aproveitando a situação, Henrique, Conde de Anjou (futuro Henrique II), filho de Matilde e Godofredo, invadiu a Inglaterra em novembro do mesmo ano e forçou Estêvão a assinar o Tratado de Wallingford, que o declarava herdeiro. Quando Estêvão morreu, Henrique subiu ao trono sem oposição.
Quando Henrique II tornou-se rei, ele já havia herdado de seu pai em 1151 os títulos de duque da Normandia, conde de Anjou e do Maine, em com o seu casamento em 1152 com Leonor da Aquitânia se tornou duque da Aquitânia e conde de Poitiers (jure uxoris).

## Expansão

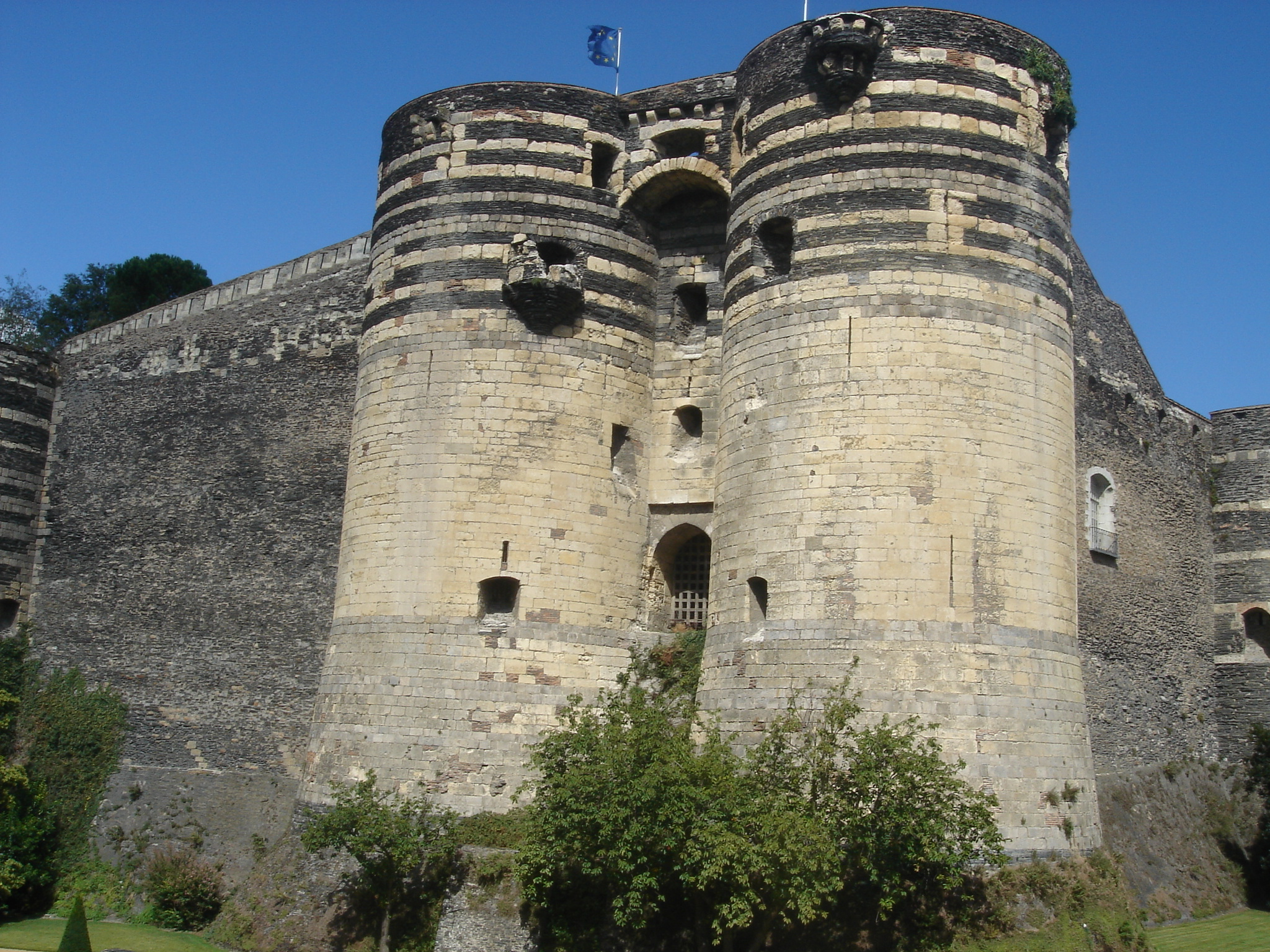
O castelo de Angers e suas muralhas, sede da dinastia de Anjou.

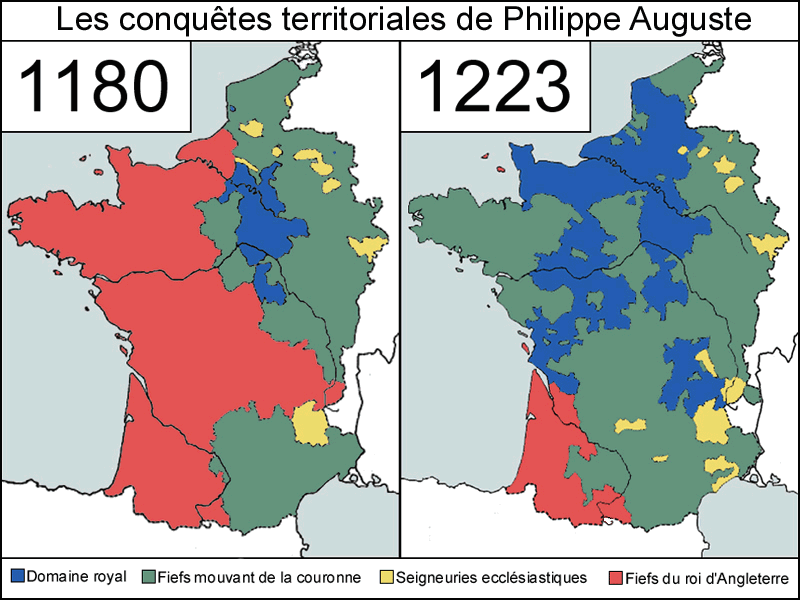
O Reino da França em durante o reinado de Filipe Augusto. O território angevino está em vermelho.

Em seu auge territorial, o Império Plantageneta era constituído pelo Reino de Inglaterra, Senhorio da Irlanda, ducado da Normandia, ducado da Aquitânia (condado de Poitiers, ducado de Gasconha, condado de Périgord, condado de La Marche, condado de Auvergne e viscondado de Limoges) e condado de Anjou (condado do Maine e condado de Tours). Os plantagenetas tinham também alguma influência no ducado da Bretanha, no Principado de Gales, no Reino da Escócia e no condado de Tolosa, apesar desses territórios não pertencerem ao império.
As fronteiras eram por vezes bem conhecidas, tal como a que separava a Normandia do domínio real. Outras, pelo contrário, eram dúbias, especialmente na fronteira leste da Aquitânia, onde existia uma diferença entre o reclamado por Henrique II e a sua verdadeira influência.
Uma das características do Império Plantageneta era a sua natureza policrática, um termo utilizado por João de Salisbury no seu Policraticus.
- A Inglaterra era dividida em Shires, com um xerife encarregado em fazer respeitar a common law. Um Justiciar, administrador geral, era apontado pelo rei quando este se ausentava do reino. Curiosamente a prolongada ausência dos reis de Inglaterra, muitas vezes em França, favorecia a administração inglesa.[6] Sob o reino de Guilherme o Conquistador, os nobres não possuíam terras contíguas de grandes proporções, o que não lhes permitia enfrentar o rei e defender as suas terras ao mesmo tempo. Se bem que os Earls possuíam um estatuto semelhante ao dos condes no continente, não eram poderosos o suficiente para desafiar o rei.

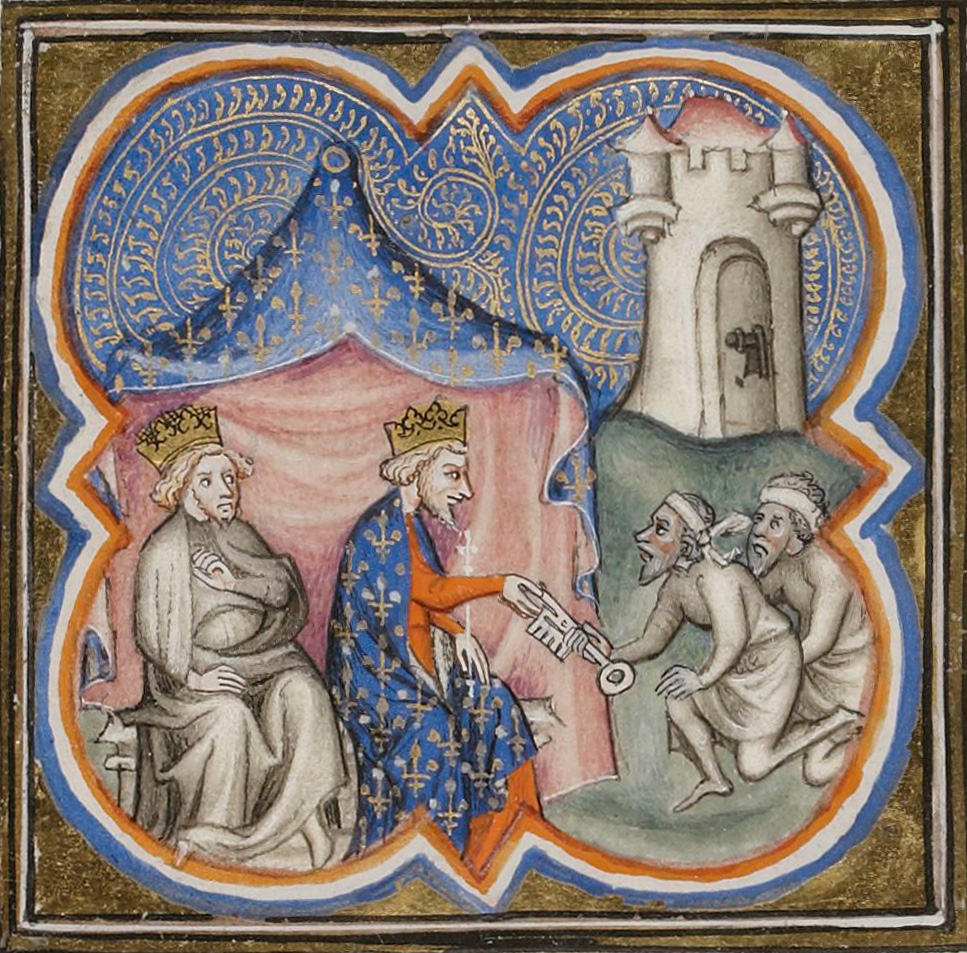
Filipe II (direita) e Ricardo I (esquerda) em São João de Acre, na Terceira Cruzada.

- Na Grande Anjou,[Nota 1][7] existiam dois cargos que partilhavam a administração: os prebostes e os senescais. Estes últimos estavam sediados em Tours, Chinon, Baugé, Beaufort, Brissac, Angers, Saumur, Loudun, Loches, Langeais e Montbazon. Os restantes senhorios não eram administrados pela família Plantageneta. O Maine foi, num primeiro tempo, desprovido de administração central. Os plantagenetas instalaram ali novos administradores, como o senescal de Mans. Mas essas reformas surgiram tardiamente e os Capetianos foram os únicos a beneficiar disso após anexarem a Grande Anjou.[8]

- O ducado de Gasconha era um território mal administrado, onde os administradores residiam em Entre-deux-mers, Baiona, Dax, ao longo do caminho de peregrinação de Santiago de Compostela (na Espanha) e da Garona até Agen. O resto do território não tinha administradores e representava uma grande parte do ducado, comparando com outras províncias. Era difícil para os Plantagenetas, tal como o fora para os condes de Poitou, manter a sua autoridade no ducado.[9] Essa parte da Gasconha era pouco atrativa devido à sua paisagem (húmida, deserta e pantanosa).[10]

- A oeste de Poitou e da Aquitânia, existiam numerosos castelos nos quais viviam os representantes oficiais, mas a leste dessas províncias não havia nenhum. Os senhores locais governavam essas regiões como se fossem soberanos, possuindo fortes poderes. Foi ali que Ricardo Coração de Leão morreu lutando contra um senhor local, no Limousin. Alguns senhores eram poderosos rivais, tais como a Casa de Lusignan, em Poitou.

- A Irlanda era gerida pelo senhor da Irlanda, título criado por Henrique II ao mesmo tempo que o senhorio da Irlanda aquando da conquista da ilha em 1171. O rei teve sérias dificuldades em impor a sua autoridade. Dublin e Leinster eram as principais praças fortes dos plantagenetas, enquanto que o condado de Cork, de Limerick e de Ulster estavam nas mãos dos nobres anglo-normandos.[11]

- A Escócia era um reino independente, mas após a desastrosa campanha militar de Guilherme I contra Henrique II, foram colocadas guarnições inglesas nos castelos de Edimburgo, Roxburgo, Jedburgo e Berwick, tal como estabelecido no Tratado de Falaise, assinado em 1174.[12]

- O conde de Tolosa estava ligado por um laço de vassalagem que raramente honrava. Apenas Quercy era diretamente administrada pelos Plantagenetas, e manteve-se uma terra contestada.

- A Bretanha, região onde os nobres são tradicionalmente independentes, estava sob controlo dos Plantagenetas (regentes e depois duques) de 1166 a 1203. Nantes estava indiscutivelmente sob domínio angevino enquanto que os Plantagenetas metiam-se muitas vezes nos assuntos bretões, colocando bispos e impondo a sua autoridade.[13]

- O Pais de Gales reconheceu os Plantagenetas como senhores.[14] No entanto continuava a ter uma administração independente, fornecendo aos Plantagenetas soldados e arqueiros.

## Colapso

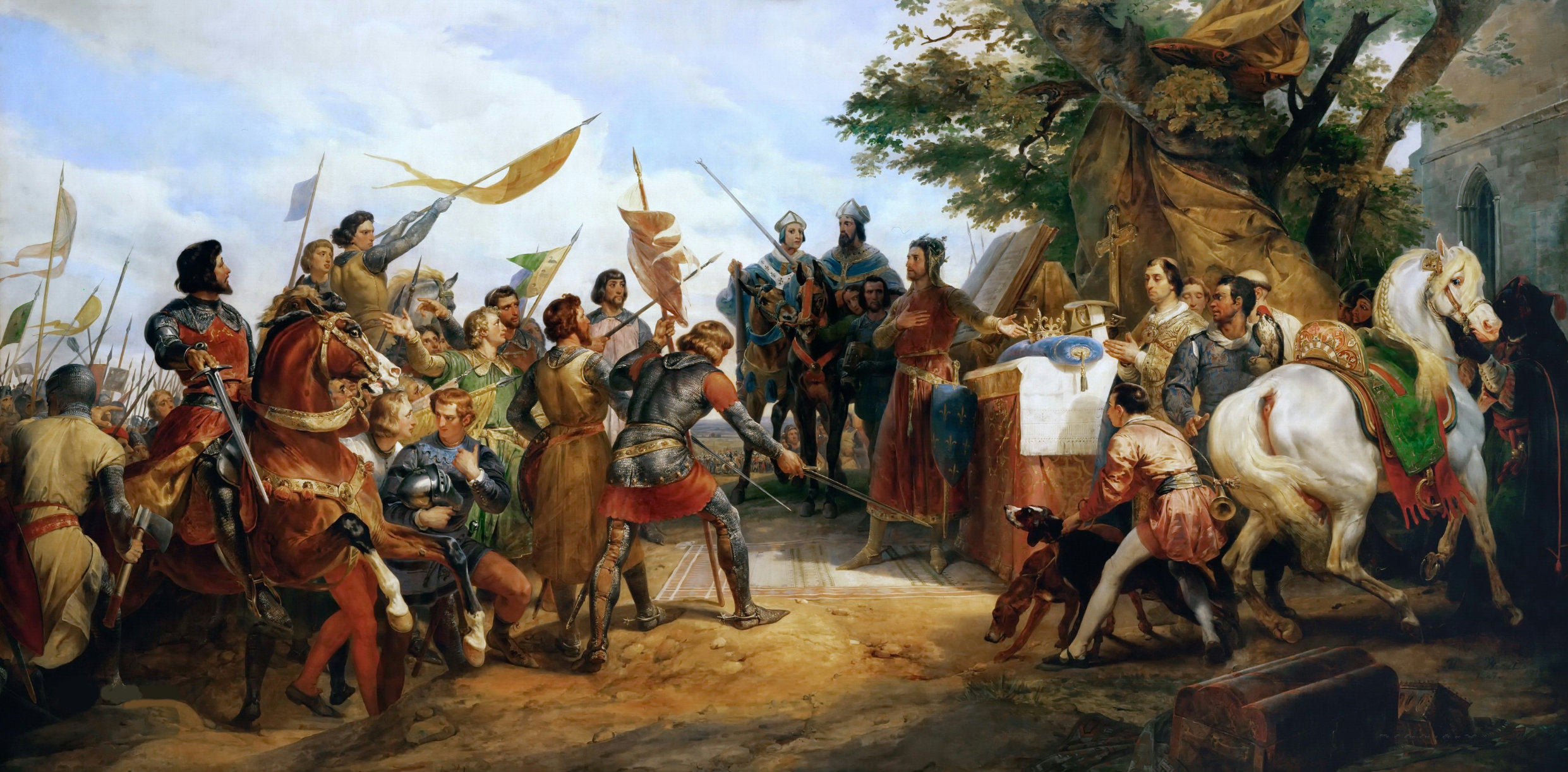
La Bataille de Bouvines, por Horace Vernet.

Três anos após sua ascensão, João da Inglaterra, cognominado de Sem Terra, iniciou em 1202 campanhas na Normandia, buscando aumentar seu território perante Filipe II. Filipe, por sua vez, perdeu muitos territórios para João, até sua vitória no Cerco Château Gaillard, em 1204, fazendo o exército anglo-normando recuar. João conseguiu formar alianças com Otão IV, Sacro Imperador Romano-Germânico (neto de Henrique I e primo-irmão de João), Henrique I de Brabante e Reinaldo de Dammartin (pai de Matilde II, Condessa de Bolonha, rainha de Portugal).
Apesar de os aliados terem 25 000 homens (dez mil a mais que a França) na Batalha de Bouvines em 1214, acabaram por perder. A vitória decisiva de Filipe foi fundamental na ordenação política na Inglaterra e na França. No primeiro caso, tão enfraquecido foi o derrotado rei João, que ele logo necessário submeter-se as exigências dos barões e assinar a Carta Magna, que limitava o poder da coroa e estabeleceu a base para a lei comum. Neste último, a batalha foi fundamental na formação da forte monarquia absoluta, que caracterizaria França até a primeira Revolução Francesa.

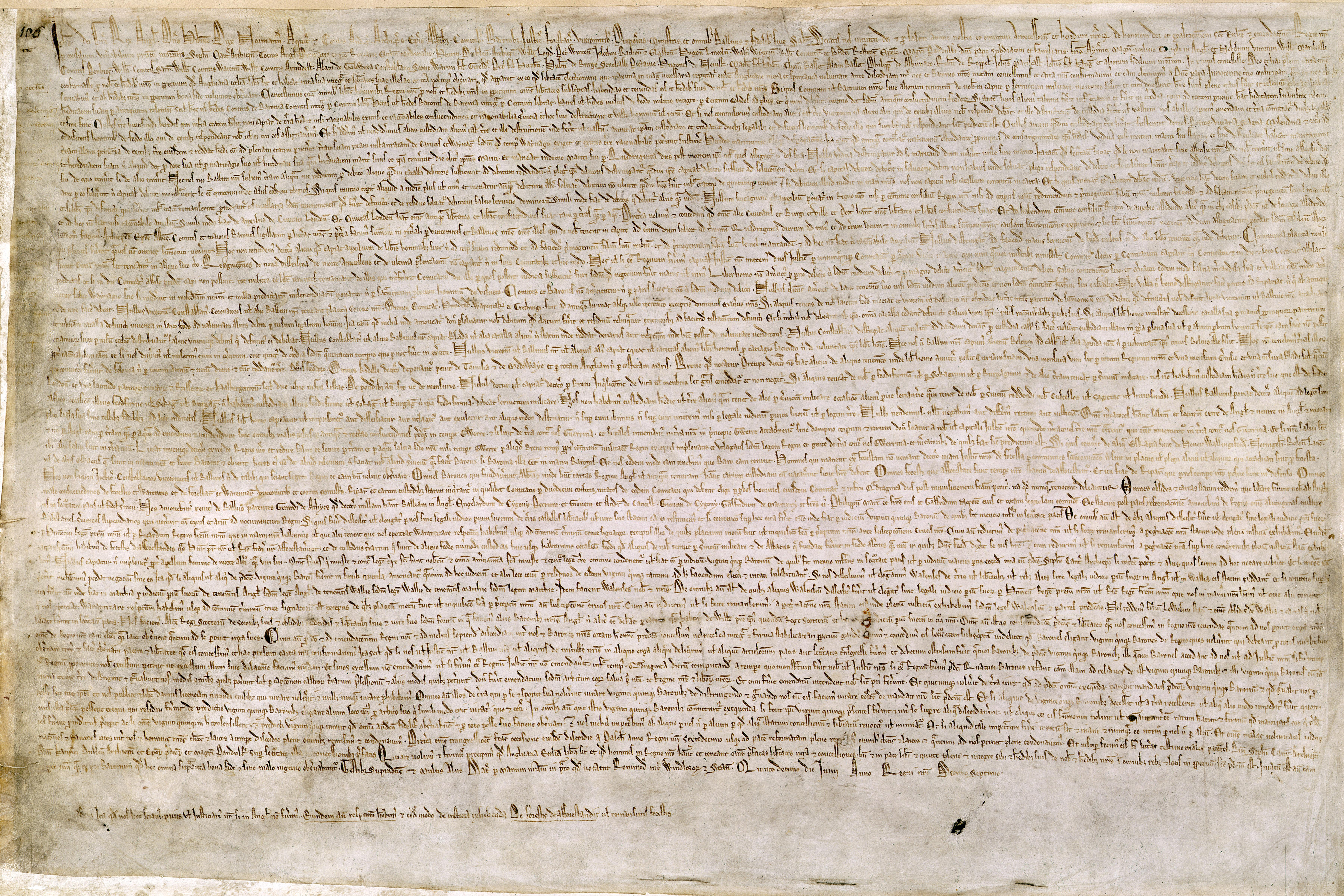
A Magna Carta, assinada pelo rei João em 15 de junho de 1215, em Runnymede.

Enquanto João era obrigado a assinar a Carta Magna, Frederico II, Sacro Imperador Romano-Germânico, monarca em oposição a Otão, era reconhecido apenas no sul do Sacro Império. Após a derrota em Bouvines, Otão perdeu o poder, e retirou-se para os domínios de sua família, morrendo em 1218.
A economia do Reino da Inglaterra foi à falência, e João era visto como um saqueador que falhou. Todo o dinheiro que  pôde reunir e todo o poder que usou nada trouxeram, e seus aliados estavam todos mortos ou capturados. Incapaz de recuperar a Bretanha, também abandonou a ideia de libertar sua sobrinha, Leonor da Bretanha (a qual havia prendido em 1202 junto com seu irmão Artur I, Duque da Bretanha, herdeiro de Ricardo I, designado no lugar de João e ela sua sucessora), a fim de evitar sua potencial ameaça para o seu trono, levando a princesa a permanecer em prisão domiciliar até sua morte em 1241.

### Primeira Guerra dos Barões
Em 1215, os barões ingleses, convencidos de que João não respeitara os termos da recente assinada Carta Magna, enviaram uma carta para a corte francesa, oferecendo a coroa da Inglaterra ao príncipe Luis, neto por via materna de Margarida I da Flandres, prima em primeiro grau de Henrique II. Em novembro uma guarnição francesa foi enviada para Londres para apoiar os rebeldes. Em 22 de maio de 1216 as forças francesas desembarcaram em Sandwich, liderada pelo próprio Luís (ainda príncipe). João fugiu, permitindo Luís capturar Londres e Winchester. Em agosto, Luis controlava a maior parte do leste da Inglaterra; apenas Dover, Lincoln, e Windsor permaneceram leais a João. Mesmo o rei Alexandre II da Escócia viajou para Canterbury e prestou homenagem ao príncipe Luis, reconhecendo-o como rei da Inglaterra.
João morreu dois meses depois, derrotado até mesmo na Inglaterra. Em contraste com o fracasso de João para honrar os termos da Carta Magna, a regência, que o seguiram (Henrique III era menor de idade) decidiu em conformidade com ela. Os barões anglo-normandos, portanto, retiraram seu apoio de Luis. Ele foi derrotado quase um ano depois em Lincoln e Sandwich, e deixou cair a sua reivindicação à coroa inglesa pelo Tratado de Lambeth, em setembro de 1217.
Apesar de o império angevino ter acabado de facto em 1215, as reivindicações inglesas aos ducados e condados franceses só terminaram em 1259, no Tratado de Paris, em que Henrique III (filho de João) entregava seus direitos de terras na França em troca de ser reconhecido como o legítimo herdeiro da Gasconha pelo rei Luís IX de França. Na troca, Luís retirou sua ajuda a rebeldes ingleses.